# Cassadaga (Nova York)
Cassadaga és una població dels Estats Units a l'estat de Nova York. Segons el cens del 2000 tenia 676 habitants.

## Demografia
Segons el cens del 2000, Cassadaga tenia 676 habitants, 277 habitatges, i 186 famílies. La densitat de població era de 296,6 habitants/km².
Dels 277 habitatges en un 26,4% hi vivien nens de menys de 18 anys, en un 61% hi vivien parelles casades, en un 5,1% dones solteres, i en un 32,5% no eren unitats familiars. En el 28,2% dels habitatges hi vivien persones soles el 15,9% de les quals corresponia a persones de 65 anys o més que vivien soles. El nombre mitjà de persones vivint en cada habitatge era de 2,44 i el nombre mitjà de persones que vivien en cada família era de 3,04.
Per edats la població es repartia de la següent manera: un 22,8% tenia menys de 18 anys, un 5,9% entre 18 i 24, un 28,3% entre 25 i 44, un 25,1% de 45 a 60 i un 17,9% 65 anys o més.
L'edat mediana era de 42 anys. Per cada 100 dones de 18 o més anys hi havia 96,2 homes.
La renda mediana per habitatge era de 43.359 $ i la renda mediana per família de 52.500 $. Els homes tenien una renda mediana de 32.083 $ mentre que les dones 21.500 $. La renda per capita de la població era de 20.361 $. Entorn de l'1,6% de les famílies i el 2,4% de la població estaven per davall del llindar de pobresa.